# Annita
L'annita és un mineral de la classe dels silicats, que pertany al grup de la biotita. Va rebre el seu nom originàriament l'any 1868 per James Dwight Dana com a mica fèrrica, sent redefinida l'any 1925 per Alexander N. Winchell com una mica ferrosa. Tots dos autors l'anomenen amb el nom del mateix indret, a Rockport, al cap Ann, a Essex (Estats Units).

## Característiques
L'annita és un silicat de fórmula química KFe₃2+(AlSi₃O10)(OH)₂. Cristal·litza en el sistema monoclínic, formant cristalls tabulars i fragments exfoliats amb contorns pseudohexagonals, de fins a 15 centímetres. De manera comuna es troba en forma de masses foliades. La seva duresa a l'escala de Mohs és 3. És l'anàleg hidroxil de la fluorannita i forma una sèrie de solució sòlida amb la flogopita.
Segons la classificació de Nickel-Strunz, l'annita pertany a «09.EC - Fil·losilicats amb plans de mica, compostos per xarxes tetraèdriques i octaèdriques» juntament amb els següents minerals: minnesotaïta, talc, willemseïta, ferripirofil·lita, pirofil·lita, boromoscovita, celadonita, chernykhita, montdorita, moscovita, nanpingita, paragonita, roscoelita, tobelita, aluminoceladonita, cromofil·lita, ferroaluminoceladonita, ferroceladonita, cromoceladonita, tainiolita, ganterita, ephesita, hendricksita, masutomilita, norrishita, flogopita, polilithionita, preiswerkita, siderofil·lita, tetraferriflogopita, fluorotetraferriflogopita, wonesita, eastonita, tetraferriannita, trilithionita, fluorannita, shirokshinita, shirozulita, sokolovaïta, aspidolita, fluoroflogopita, suhailita, yangzhumingita, orlovita, oxiflogopita, brammal·lita, margarita, anandita, bityita, clintonita, kinoshitalita, ferrokinoshitalita, oxikinoshitalita, fluorokinoshitalita, beidel·lita, kurumsakita, montmoril·lonita, nontronita, volkonskoïta, yakhontovita, hectorita, saponita, sauconita, spadaïta, stevensita, swinefordita, zincsilita, ferrosaponita, vermiculita, bileyclor, chamosita, clinoclor, cookeïta, franklinfurnaceïta, gonyerita, nimita, ortochamosita, pennantita, sudoïita, donbassita, glagolevita, borocookeïta, aliettita, corrensita, dozyita, hidrobiotita, karpinskita, kulkeïta, lunijianlaïta, rectorita, saliotita, tosudita, brinrobertsita, macaulayita, burckhardtita, ferrisurita, surita, niksergievita i kegelita.

## Formació i jaciments
Es troba en roques metamòrfiques i ígnies pobres en magnesi. Sol trobar-se associada a fluorita i zircó. La seva localitat tipus es troba a Rockport (Massachusetts, Estats Units), on va ser descoberta l'any 1868.